# Tomasz Podgajniak
Tomasz Podgajniak (ur. 9 lutego 1957 w Radomiu) – polski polityk i specjalista ochrony środowiska, w 2005 minister środowiska.

## Życiorys
W 1981 ukończył studia na Wydziale Chemii Uniwersytetu Warszawskiego. W czasie studiów był działaczem Związku Harcerstwa Polskiego (1967–1976) oraz Socjalistycznego Związku Studentów Polskich (1976–1981). Od 1978 do rozwiązania należał do PZPR.
Działalność zawodową rozpoczął w Państwowej Inspekcji Ochrony Środowiska na stanowisku inspektora, od 1985 zajmował stanowisko naczelnika Wydziału Studiów i Analiz w Zespole Kontroli PIOŚ w Warszawie. Od 1986 do 1989 był dyrektorem warszawskiego oddziału Biuro Studiów i Doradztwa Ekologicznego „Ekoprojekt”. Związał się z Ekologicznym Ruchem Społecznym, a od 1988 brał współudział w tworzeniu Narodowej Fundacji Ochrony Środowiska. Od 1991 do 2003 był wiceprezesem zarządu NFOŚ.
Od 2004 sprawował funkcję sekretarza stanu w Ministerstwie Środowiska. 25 kwietnia 2005 po dymisji ministra Jerzego Swatonia tymczasowo przejął obowiązki kierownika resortu. Od 24 maja 2005 do końca istnienia gabinetu Marka Belki (tj. do 31 października tego roku) sprawował urząd ministra w tym resorcie. Po odejściu z rządu zajął się prowadzeniem własnej działalności gospodarczej, obejmował kierownicze stanowiska w spółkach prawa handlowego działających m.in. w sektorze doradztwa ekologicznego i energii odnawialnej.
W czerwcu 2024 został pełnomocnikiem ministra nauki Dariusza Wieczorka do spraw udziału polskiej nauki w transformacji energetycznej.